# HYIP
High Yield Investment Program – rodzaj internetowego oszustwa finansowego, opartego na piramidzie finansowej (tzw. schemat Ponziego). Jest to rodzaj cyberprzestępczości.
Polega na oferowaniu za pomocą stron internetowych programów inwestycyjnych o nieproporcjonalnie wysokiej stopie zwrotu, osiąganej w bardzo krótkim czasie. Niektóre programy tego typu działają bardzo długo, nawet pół roku i dłużej, a także mają niezależne od instytucji finansowych nazwy niezwiązane z bankami. Oszuści sugerują powiązania ze znanymi instytucjami finansowymi i sektorem bankowym.
W praktyce oszuści finansują wypłaty dla wcześniejszych inwestorów ze środków wpłacanych przez nowych inwestorów. Po pewnym czasie właściciele strony znikają wraz z powierzonymi pieniędzmi. 

## Przyjmowanie płatności
Programy HYIP wykorzystują zazwyczaj operatorów płatności, słabo weryfikujących tożsamość klientów, często z krajów o słabych regulacjach zapobiegających praniu pieniędzy. Płatności przyjmowane są także za pomocą bezpośrednich przekazów pieniężnych. Najczęściej wykorzystywani operatorzy to Liberty Reserve, GlobalDigitalPay, AlertPay, Webmoney, e-gold czy Western Union i MoneyGram, Perfect Money, Bitcoin (ze względu na anonimowość). Niekiedy oszuści tworzą własne systemy płatności (np. StormPay).
Po wpłaceniu przez klienta, środki trafiają na konta do krajów o wysokim poziomie tajemnicy bankowej (np. Panama lub Kajmany), a później są transferowane do beneficjenta przez szereg tzw. słupów.